# Salamina (gmina)
Salamina (gr. Δήμος Σαλαμίνας, Dimos Salaminas) – gmina w Grecji, w administracji zdecentralizowanej Attyka, w regionie Attyka, w jednostce regionalnej Wyspy. Siedzibą gminy jest Salamina. W jej skład wchodzi między innymi wyspa Salamina. W 2011 roku liczyła 39 283 mieszkańców. Powstała 1 stycznia 2011 roku w wyniku połączenia dotychczasowych gmin Salamina i Ambelakia.